# 陳天來

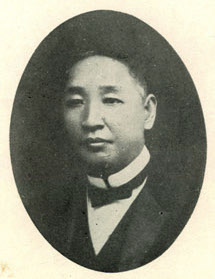
陳天來

陳天來（1872年—1939年），臺灣茶商、企業家，臺北大稻埕人，籍貫福建省泉州府南安縣，隨父遷臺。日治時期曾為茶商公會會長、臺灣茶葉雜誌發行人，並曾任大稻埕壯丁團長、臺北市協議會員、臺北州協議會員等。

## 家庭
育有四子，陳清素、陳清秀、陳清波、陳清汾。

## 紀念
- 陳天來故居已於2006年被登錄為臺北市市定古蹟[1]。